# 마미손 (래퍼)
마미손(Mommy son, 1990년 ~ )은 마미손과 친구들의 멤버로, 트레이드마크인 분홍색 복면을 쓰고 활동하는 것이 특징이다. 《쇼미더머니 777》의 참가자로, 프로그램에서 탈락한 뒤 2018년 9월 14일 유튜브에 발표한 음원 〈소년점프〉가 큰 인기를 끌면서, 쇼미더머니 777의 최대 수혜자라는 평가를 받고 있다. 사람들은 마미손과 매드클라운이 동일인이라고 생각하지만 정작 마미손과 매드 클라운은 부인하고있는 상태이다. 그러나 만약 마미손과 매드 클라운이 동일인일 경우, 기존의 매드 클라운으로서 시도하기 힘든 것을 별도의 새 캐릭터를 통하여 보여준다는 의의를 지니며, ‘속이는 사람만 있고 속는 사람은 없는’ 진실에 대한 은유를 이야기하는 캐릭터이기도 하다. 한편 매드 클라운은 주식회사 마미손으로부터 600장의 고무 장갑을 선물로 받은 사실을 공개하며 웃음을 주기도 하였다. 이후 주식회사 마미손과 무료로 광고 계약을 맺었다.
사람들이 매드 클라운과 마미손이 동일인이라고 생각하는 이유는 마미손의 눈이 매드 클라운과 닮았고 목소리가 비슷해서이다. 이후 마미손은 2023년 11월, 매드클라운의 싱글 《조카》에 피처링으로 참여하게 되었고, 매드클라운은 2024년 10월 16일에 마미손의 크루인 뷰티플노이즈에 영입되었다.